# Setagrotis radiatus
Setagrotis radiatus är en fjärilsart som beskrevs av Smith 1900. Setagrotis radiatus ingår i släktet Setagrotis och familjen nattflyn. Inga underarter finns listade i Catalogue of Life.